# Route Adélie de Vitré 1998
La Route Adélie de Vitré 1998, terza edizione della corsa e valida come evento del circuito UCI categoria 1.4, fu disputata il 3 aprile 1998 su un percorso di 200 km. Fu vinta dal tedesco Jaan Kirsipuu al traguardo con il tempo di 5h15'56", alla media di 37,983 km/h.
Partenza con 126 ciclisti, dei quali 37 portarono a termine la gara.

## Ordine d'arrivo (Top 10)
| Pos. | Corridore          | Squadra        | Tempo    |
| ---- | ------------------ | -------------- | -------- |
| 1    | Jaan Kirsipuu      | Casino-Ag2r    | 5h15'56" |
| 2    | Paul Van Hyfte     | Lotto-Mobistar | a 55"    |
| 3    | Pascal Lino        | BigMat         | a 56"    |
| 4    | Gilles Bouvard     | Casino-Ag2r    | a 1'47"  |
| 5    | Geert Verheyen     | Lotto-Mobistar | a 2'39"  |
| 6    | Tomasz Brożyna     | Mroz           | a 2'46"  |
| 7    | Cezary Zamana      | Mroz           | a 3'12"  |
| 8    | Christophe Rinero  | Cofidis        | s.t.     |
| 9    | Ludovic Auger      | BigMat         | a 3'14"  |
| 10   | Kurt Van De Wouwer | Lotto-Mobistar | a 3'19"  |